# Sean Thornley
Sean Thornley (* 31. Mai 1989 in Bristol) ist ein ehemaliger britischer Tennisspieler.

## Karriere
Sean Thornley spielte hauptsächlich auf der ATP Challenger Tour und der ITF Future Tour und er galt als Doppelspezialist. Er konnte 22 Doppelsiege auf der Future Tour feiern. Auf der Challenger Tour gewann jetzt im Jahr 2012 das Doppelturnier in Izmir und 2014 das Turnier in Tampere. Zum 17. Oktober 2011 durchbrach er die Top 200 der Weltrangliste im Doppel und seine höchste Platzierung war ein 160. Rang im September 2012.
Zweimal gelang Thornley die Qualifikation für ein Grand-Slam-Turnier. 2011 und 2012 spielte er jeweils in Wimbledon im Doppel. Beide Male verlor er die Auftakthürde mit seinem Partner David Rice. 2014 und 2015 verlor er in der zweiten Runde der Qualifikation desselben Turniers. 2015 spielte er sein letztes Profiturnier.

## Erfolge
| Legende (Anzahl der Siege)  |
| Grand Slam                  |
| ATP World Tour Finals       |
| ATP World Tour Masters 1000 |
| ATP World Tour 500          |
| ATP World Tour 250          |
| ATP Challenger Tour (2)     |

### Doppel

#### Turniersiege
| Nr. | Datum              | Turnier | Belag     | Partner        | Finalgegner                 | Ergebnis            |
| --- | ------------------ | ------- | --------- | -------------- | --------------------------- | ------------------- |
| 1.  | 23. September 2012 | Izmir   | Hartplatz | David Rice     | Brydan Klein Dane Propoggia | 7:68, 6:2           |
| 2.  | 26. Juli 2014      | Tampere | Sand      | Ruben Gonzales | Elias Ymer Anton Saizew     | 6:75, 7:610, [10:8] |